# Hans Gerhard Ramler
Hans Gerhard Ramler  (* 13. Juli 1928 in Kiel; † 11. Dezember 2021 vermutlich in Sierksdorf) war ein deutscher Gewerkschafter und Politiker (SPD).

## Leben
Nach dem Besuch der Mittelschule absolvierte Ramler in den Jahren 1946 bis 1949 eine Ausbildung als Drogist. Im Jahr 1948 trat er der Deutschen Angestellten-Gewerkschaft (DAG) bei. Nach kurzer Tätigkeit in seinem erlernten Beruf wechselte er 1949 als Verwaltungsangestellter in die Berufsberatung. 1951 wurde er hauptamtlicher DAG-Sekretär. Er war Landesbildungssekretär und Referent für Organisation, Presse und Werbung und wurde 1979 Referent für berufliche Bildung.
Im Jahr 1971 wurde Ramler über die SPD-Landesliste in den Landtag Schleswig-Holsteins gewählt. Das Abgeordnetenmandat hatte er bis 1987 inne, wobei er jeweils über die Landesliste in den Landtag kam. Er war unter anderem Mitglied des Eingabenausschusses, des Volksbildungsausschusses, des Rechtsausschusses und des Wirtschaftsausschusses. Er gehörte dem Ausschuss Kommunaler Investitionsfonds und dem Landeswahlausschuss an. 1984 nahm er an der 8. Bundesversammlung teil.
Ramler war Vorsitzender des Landesschulbeirats und des Jugendferienwerks Schleswig-Holstein.
Im Jahr 2017 wurde er für seine 65-jährige Mitgliedschaft in der SPD geehrt. Mit seiner Ehefrau gründete er eine Stiftung zur Unterstützung sozial benachteiligter Ausbildungssuchender.
Er verstarb am 11. Dezember 2021 im Alter von 93 Jahren.

## Auszeichnungen
- 1976 Bundesverdienstkreuz am Bande
- 1983 Bundesverdienstkreuz 1. Klasse